# Kees de Vries

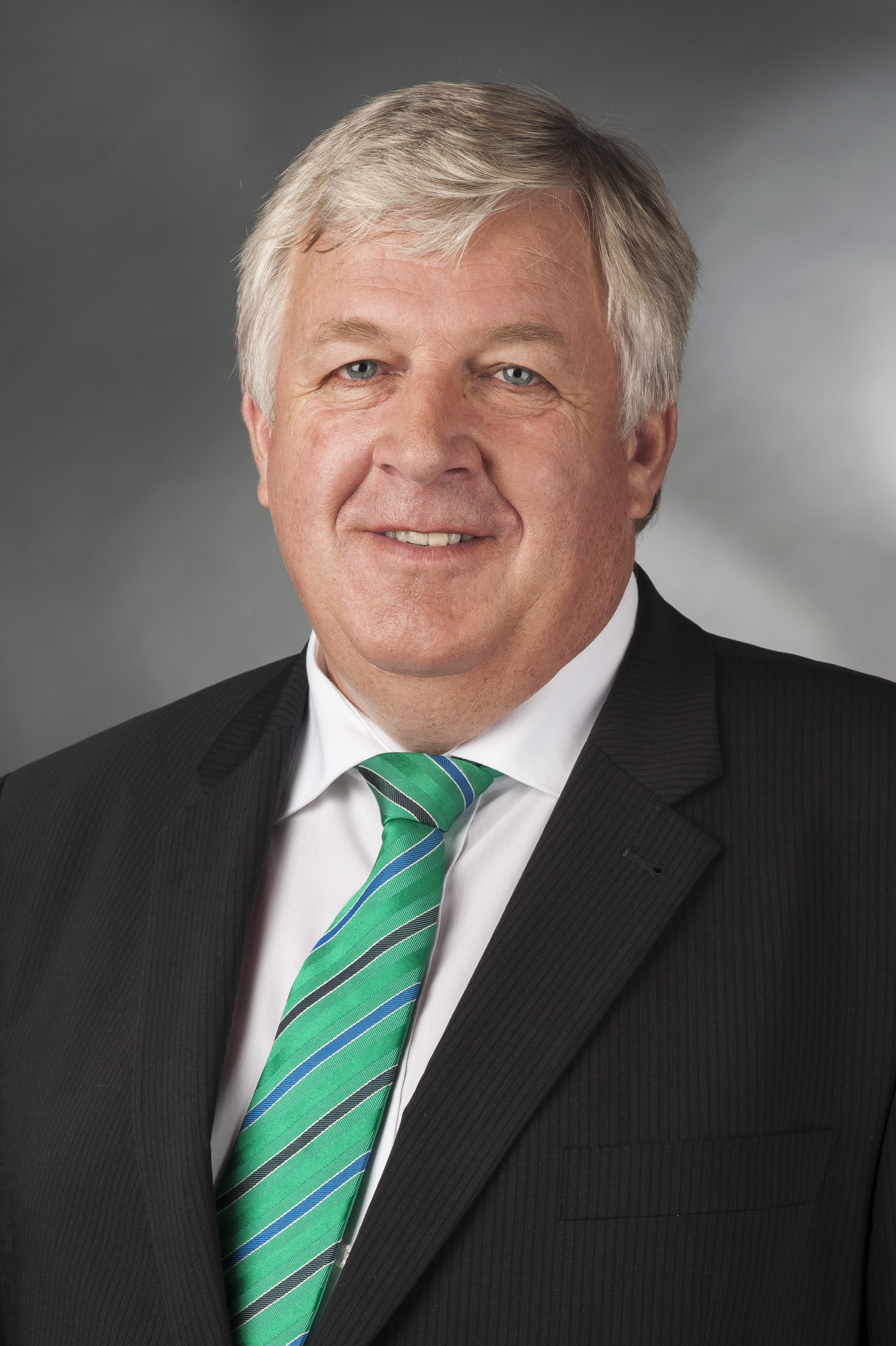
Kees de Vries (2014)

Cornelis „Kees“ Petrus Jozef de Vries (* 30. August 1955 in Nibbixwoud, Niederlande) ist ein niederländisch-deutscher Politiker in Deutschland (CDU).

## Leben
Kees de Vries übernahm nach einer Ausbildung zum Landwirt und mehreren Jahren Tätigkeit in diesem Beruf im Jahre 1982 den Hof seiner Eltern. Kees de Vries ist seit 1985 verheiratet und hat sechs Kinder. Ehrenamtlich war er Elternvertreter in der Schule und Kirchenvorstand in seiner katholischen Pfarrei, weiter übernahm er im Bauernverband und mehreren Fördervereinen Verantwortung.
Nach der Wende in der DDR übernahm er 1992 in Deetz (Zerbst) eine ehemalige Landwirtschaftliche Produktionsgenossenschaft. Die Geschäftsführung des Betriebes, der Vrieswoud KG, hat inzwischen sein ältester Sohn übernommen.
Kees de Vries trat 1999 in die CDU ein. Er wurde am 17. Juni 2005 deutscher Staatsangehöriger.

## Abgeordneter
Er ist seit 1999 Mitglied der CDU. Seit 2003 ist er Kreistagsabgeordneter im Landkreis Anhalt-Bitterfeld.
2009 kandidierte er erstmals für den Bundestag im Bundestagswahlkreis Anhalt, unterlag aber Jan Korte, dem Kandidaten der Linken. Bei der Bundestagswahl 2013 gewann Kees de Vries mit 41,0 Prozent der Erststimmen das Direktmandat im Bundestagswahlkreis Anhalt. Auch bei der Bundestagswahl 2017 errang er wieder ein Direktmandat. De Vries war ordentliches Mitglied im Bundestagsausschuss Ernährung und Landwirtschaft. Zudem gehörte er als stellvertretendes Mitglied sowohl dem Ausschuss für Wirtschaft und Energie als auch dem Ausschuss für Recht und Verbraucherschutz an.
Für die Bundestagswahl 2021 konnte er sich bei der Nominierung des CDU-Kandidaten für den Wahlkreis nicht mehr durchsetzen.